# Мито Исака
Мито Исака (јап. 井坂 美都; 25. јануар 1976) бивша је јапанска фудбалерка.

## Репрезентација
За репрезентацију Јапана дебитовала је 1997. године. Са репрезентацијом Јапана наступала је на Светском првенству (1999). За тај тим одиграла је 46 утакмица и постигла је 15 голова.

## Статистика
| Јапан  | Јапан | Јапан |
| Год.   | Ута.  | Гол.  |
| ------ | ----- | ----- |
| 1997   | 1     | 0     |
| 1998   | 6     | 3     |
| 1999   | 14    | 5     |
| 2000   | 5     | 0     |
| 2001   | 11    | 7     |
| 2002   | 9     | 0     |
| Укупно | 46    | 15    |